# Cheiramiona collinita
Cheiramiona collinita là một loài nhện trong họ Miturgidae.
Loài này thuộc chi Cheiramiona. Cheiramiona collinita được George Newbold Lawrence miêu tả năm 1938.